# Launch Complex 43
| Launch Complex 43 | Launch Complex 43                     |
| ----------------- | ------------------------------------- |
| Koordinaten       | 28° 28′ 0″ N, 80° 33′ 31″ W           |
| Betreiber         | U.S. Space Force                      |
| Launch Pads       | 1                                     |
| Raketen           | Arcas, Hopi, Loki, Rocketsonde, Viper |
| Erster Start      | 1. Januar 1959                        |
| Letzter Start     | 27. Februar 1984                      |
| Starts insgesamt  | 2038                                  |
| Status            | inaktiv                               |
| CCAFS             |                                       |

Der Launch Complex 43 (LC-43) war ein Startkomplex für Höhenforschungsraketen der Cape Canaveral Air Force Station (heute CCSFS) auf Merritt Island, Cape Canaveral in Florida, USA. 
Zwischen 1959 und 1984 wurden über 2000 Höhenforschungsraketen von hier aus gestartet. Im Jahr 1984 wurden alle Raketen zum Launch Complex 47 umstationiert. LC-43 wurde anschließend abgerissen, um Platz für den neuen Launch Complex 46 zu schaffen.